# Christof Stoll
Christof Stoll (* 26. Juni 1912; † 7. Mai 2003) war ein deutscher Unternehmer und Hersteller von Büromöbeln.

## Leben
Der Enkel des Bürostuhlherstellers Albert Stoll I studierte Betriebswirtschaft an der Universität Heidelberg und übernahm nach dem Tode seines Vaters Albert Stoll II im Alter von 25 Jahren die Geschäftsführung des Unternehmens, das sein Großvater 1871 gegründet hatte, in dritter Generation. 1956 schied sein Bruder Albert Stoll (Junior), der bereits vor 1939 im Schweizer Koblenz AG ein eigenes Unternehmen mit der Marke giroflex gegründet hatte, als Gesellschafter aus. Christof Stoll sowie der dritte Bruder Martin Stoll teilten das Unternehmen 1958 auf. Während Martin Stoll die Werke in Tiengen übernahm, führte Christof Stoll das Werk in Waldshut weiter und schuf die Marke Sedus.
Als Unternehmer wirkte Christof Stoll mit an Ausbau und internationaler Ausrichtung des Büromöbelherstellers, der am Hauptsitz in Waldshut/Dogern zu den wichtigsten Arbeitgebern der Region zählt.
Christof Stoll hat unter anderem eine Unternehmensbeteiligung der Beschäftigten eingeführt. Die Kantine versorgt die Mitarbeiter mit vollwertigem Essen. 1985 gründete Christof Stoll mit seiner Ehefrau Emma Stoll (1919–2010) die Stoll VITA Stiftung, die seither Mehrheitseigner des Unternehmens ist.

## Auszeichnungen
- 1993: Ökomanager des Jahres  (Wirtschaftsmagazin Capital und World Wide Fund for Nature)